# Нові Кар'явди (Чекмагушівський район)
Нові Кар'явди́ (рос. Новые Карьявды, башк. Яңы Ҡаръяуҙы) — село у складі Чекмагушівського району Башкортостану, Росія. Входить до складу Новобалтачевської сільської ради.
Населення — 276 осіб (2010; 297 у 2002).
Національний склад:
- башкири — 58 %
- татари — 40 %